# Sylvilisation
 (avril 2017).
Si vous disposez d'ouvrages ou d'articles de référence ou si vous connaissez des sites web de qualité traitant du thème abordé ici, merci de compléter l'article en donnant les références utiles à sa vérifiabilité et en les liant à la section « Notes et références ».
La sylvilisation est un cadre conceptuel ou une vision du monde à partir duquel s'élaborent des savoirs, des connaissances, des modes de vie et d'organisation sociale, politique et économique dont la source d'inspiration est la forêt, métaphore centrale de la nature. Ce néologisme est créé en 1974 par  Michel André et Pierre-Doris Maltais (alias Piel « Petjo » Maltest, alias Norman William), gourou et fraudeur aux multiples identités qui a créé plusieurs mouvement sectaires dans les années 1980 et 1990 en France, en Belgique, en Italie et en Laponie finlandaise.  

## Étymologie
Le terme « sylvilisation » dérive du latin silva, sylve. 

## Historique
C'est en janvier 1974 que le terme est publiquement utilisé pour la première fois par un groupe de travail composé de deux québécois, Michel André et Piel Petjo Maltest. Ce dernier est le gourou de la secte ecoovie-la tribu , également connu sous le nom de Pierre Doris Maltais ou encore Norman William ou encore, parmi d'autres, Henri Pont, Faucigny-Lucinge Malatesta, Maolinn Tiam Apjoilnosagmaniteogslg, Piel « Petjo » Maltest, gourou et fraudeur aux multiples identités qui a créé plusieurs mouvement sectaires dans les années 1980 et 1990 en France, en Belgique, en Italie et en Laponie finlandaise. 
Les deux hommes créent ce concept dans le cadre du Forum d'économie politique du Centre universitaire expérimental de Vincennes pour questionner le mythe de la civilisation comme unique horizon d'intelligibilité ou point de référence de l'ordre économique et social, et son rôle dans la vassalisation des peuples autochtones, en particulier des Autochtones du Canada.   
Dans les années 1980, le terme refait son apparition dans la préface d'un ouvrage publié en Allemagne sur l'usage des plantes dans la médecine autochtone, écrit par l'auteur Heinz-Josef Stammel (de), connu pour son invention et sa fabrication de données. 
En 1997, un cahier spécial de la Revue Interculture de l'Institut Interculturel de Montréal dirigé par Robert Vachon est consacré entièrement au thème de la sylvilisation. Les articles sont signés par des auteurs et activistes tels qu'Édouard Goldsmith, Gary Snyder, Gita Mehta et Eric van Monckhoven.

## Dans la culture populaire
- Pépille, Pour une sylvilisation de l'abondance, Actes Sud BD, 2023  (ISBN 9782330184278)[3]